# Bye bye life
Bye bye life es una película documental argentina de 2008, dirigida por Enrique Piñeyro, sobre los últimos días de vida de la fotógrafa Gabriela Liffschitz. Estrenada en Punta del Este, Uruguay, el 26 de febrero de 2008.

## Sinopsis
La película muestra los últimos días de vida de la fotógrafa Gabriela Liffschitz, quien entró en coma al día siguiente de finalizar el rodaje y murió dos días después, el 13 de febrero de 2004, como consecuencia de un cáncer de mama.
Liffschitz, quien sabía que se hallaba afectada por un cáncer de mama terminal proyectó la película junto con Enrique Piñeyro, suponiendo que le quedaban unos meses de vida. Sin embargo, en febrero de 2004, se le informó que la evolución de la enfermedad era muy agresiva y que sólo le quedaban unos días de vida. Liffschitz entonces habló con Pineyro y le propuso rodar el film de inmediato, sobre la base de cuatro escenas que había escrito: la noche anterior a la mastectomía, la vuelta a su casa, la primera relación sexual posterior a la operación y una sesión fotográfica de desnudos propios que ella misma realizó y que fueron publicadas en un libro titulado "Efectos colaterales".

Le pregunté si quería que lo filmáramos, me dijo que sí, y armamos en 48 horas una producción, a dos cámaras – una sobre los actores y otra sobre el set –, como una forma de dirigir una película que no había tiempo de contar. Filmamos sábado, domingo, el martes hicimos la cena del fin de rodaje (que la filmamos también), el miércoles a la mañana entró en coma y 48 horas después, se moría. La película de común acuerdo con ella se llama “Bye bye life”.
Enrique Pineyro.

El título está tomado del tema musical "Bye bye life" incluido en el final de la película autobiográfica All that jazz de Bob Fosse, en la que éste (interpretado por Roy Scheider), se despide de la vida: "adiós, adiós vida, adiós adiós felicidad, hola hola soledad, creo que voy a morir".

## Actores
1. Mausi Martínez
2. Gabo Correa
3. Alejandro Awada
4. Gabriela Liffschitz (ella misma)